# Thyropygus erythropleurus
Thyropygus erythropleurus är en mångfotingart som beskrevs av Pocock 1894. Thyropygus erythropleurus ingår i släktet Thyropygus och familjen Harpagophoridae. Inga underarter finns listade i Catalogue of Life.